# مارچین پروکوپ
مارچین پروکوپ (لهستانی: Marcin Prokop؛ زادهٔ ۱۴ ژوئیهٔ ۱۹۷۷) مجری و شخصیت تلویزیونی، بازیگر و روزنامه‌نگار اهل لهستان است. وی از سال ۱۹۹۷ میلادی تاکنون مشغول فعالیت بوده است.
از فیلم‌ها یا مجموعه‌های تلویزیونی که وی در آن‌ها نقش داشته است، می‌توان به صبح بخیر تی‌وی‌ان، پرستار کودک، ۳۹ و نیم، نشانه‌گذاری‌شده و در خیابان سپولنی اشاره نمود.